# Plitvica
Plitvica (en allemand : Plippitz) est une localité de la municipalité d'Apače, dans le nord-est de la Slovénie.

## Patrimoine
Il y a une petite chapelle avec un clocher-tour dans la partie est du village sur la route vers Lutverci. Elle a été construite en 1930 et est dédiée à la mémoire des soldats disparus de la Première Guerre mondiale de la région de Plitvica.